# Дејвид П. Андерсон
Дејвид Поуп Андерсон (енгл. David Pope Anderson; рођен 1955. године) је амерички истраживач у Лабораторији за Свемирске Науке (енгл. Space Sciences Laboratories - SSL), на калифорнијском Универзитету Беркли (енгл. University of California, Berkeley), као и ванредни професор компјутерских наука на Универзитету у Хјустону (енгл. University of Houston). Андерсон такође води и SETI@home, BOINC, BOSSA и Bolt софтверске пројекте.

## Едукација
Андерсон је завршио основне академске студије из математике на Универзитету Веслијан (енгл. Wesleyan University) и из информатике на Универзитету Висконсин-Медисон (енгл. University of Wisconsin-Madison). Током мастер-студија, објавио је четири истраживачка рада која су се бавила рачунарском графиком. Његов докторски рад бавио се коришћењем граматика са побољшаним атрибутима зарад ближег одређивања и имплементације комуникационих протокола.

## Каријера
Од 1985. до 1992. године био је асистент на калифорнијском Универзитету Беркли у одељку за компјутерске науке, где је добио „Presidential Young Investigator” награду од стране Националне Фондације за Науку (енгл. National Science Foundation) и „Faculty Development” награду од стране IBM-а. Током овог периода водио је неколико истраживачких пројеката:
- , програмски језик и рантајм систем за експресивну рачунарску музику базиран на Форт-у.[2]
- , паралелни програмски језик и рантајм систем за рачунарску музику базиран на C++.
- , дистрибуирани оперативни систем са подршком за дигитални аудио и видео.[3]
- , систем датотека за дигитални аудио и видео.[4]
- , У/И сервер за дигитални аудио и видео.[5]

Од 1992. до 1994. године, Андерсон је радио за компанију Sonic Solutions, где је развио Sonic System, први дистрибуирани систем за професионално едитовање дигиталног аудио садржаја.

### Изуми
Године 1994. изумео је „Virtual Reality Television”, телевизијски систем који је дозвољавао корисницима да управљају њиховом виртуелном позицијом и оријентацијом. Награђен је патентом за овај изум 1996. године.
Године 1994. је развио један од првих система за колаборативно филтрирање(енгл. collaborative filtering), и развио веб-сајт rare.com, који је давао предлоге за филмове у односу на оцене корисника.
Од 1995. до 1998. године био је технички директор (енгл. Chief Technical Officer) Tunes.com-а, где је развио систем базиран на Веб-у за проналазак музике заснован на колаборативном филтрирању, акустици, и другим моделима.
Године 1995. придружио се Дејвиду Гедију (енгл. David Gedye) и Дену Вертимеру (енгл. Dan Werthimer) да би креирали SETI@home, тек основан волонтерски компјутерски пројекат. Андерсон наставља да управља SETI@home.
Од 2000. до 2002. године био је технички директор (енгл. Chief Technical Officer) United Devices-а, компаније која је развијала софтвер за расподељено израчунавање.

### Беркли Отворена Инфраструктура за мрежно рачунање
Године 2002. основао је пројекат Беркли Отворену Инфраструктуру за мрежно рачунање (енгл. Berkeley Open Infrastructure for Network Computing - BOINC) који развија платформу за софтвер отвореног кода за волонтерско рачунање (енгл. Volunteer Computing). Пројекат је финансиран од стране Националне Фондације за Науку (енгл. National Science Foundation) и седиште се налази у лабораторији за свемирске науке (енгл. Space Science Laboratories), на калифорнијском Универзитету Беркли. BOINC користи око 100 пројеката, укључујући и SETI@home, Einstein@home, Rosetta@home, Climateprediction.net, као и IBM World Community Grid. Користи се као платформа за дистрибуиране апликације на пољима као што су математика, медицина, молекуларна биологија, климатологија, и астрофизика.
Андерсон је био укључен и у пројекат Stardust@home, у ком је учествовало 23,000 волонтера који су у сликама на Веб-у тражили међузвездане честице прашине - приступ који се назива подељено размишљање (енгл. distributed thinking). Године 2007, Андерсон је покренуо два нова софтверска пројекта: BOSSA (посредни софтвер за подељено размишљање) и Bolt (платформа за обуку базирану на Веб-у и едукацију у контексту волонтерског рачунања или подељеног размишљања).

### Беркли отворени систем за прикупљање вештина
Беркли отворени систем за прикупљање вештина (енгл. The Berkeley Open System for Skill Aggregation - BOSSA) је софтверска платформа за подељено размишљање (енгл. distributed thinking), користи волонтере на Интернету за испуњавање задатака који захтевају људску интелигенцију, знање, или вештине препознавања.